# Onychipodia nigricostata
Onychipodia nigricostata là một loài bướm đêm thuộc phân họ Arctiinae, họ Erebidae.